# Église Sainte-Honorine de Sainte-Honorine-des-Pertes
L'église Sainte-Honorine est une église catholique située à Sainte-Honorine-des-Pertes, en France.

## Localisation
L'église est située dans le département français du Calvados, dans le bourg de Sainte-Honorine-des-Pertes, à 750 m du littoral de la Manche.

## Architecture
Le clocher est classé, le reste de l'édifice est inscrit au titre des monuments historiques depuis le 21 mai 1927.